# Зомбі

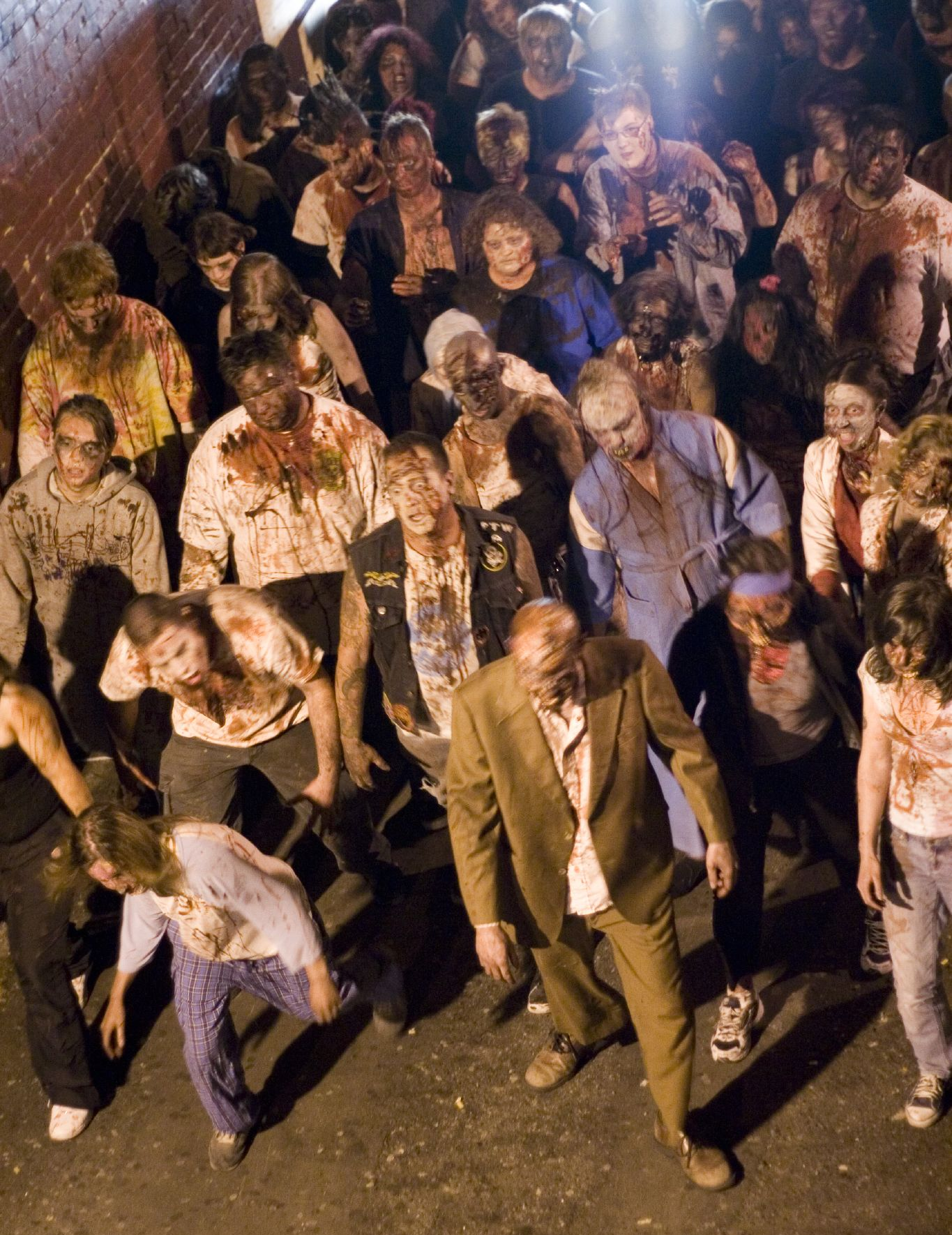
Група акторів в образі зомбі

Зо́мбі — фантастична істота, жива людина, що цілковито втратила контроль над своїми свідомістю і тілом, перебуваючи під владою сторонньої сили. У сучасній масовій культурі слово «зомбі» (англ. zombie) найчастіше використовується як синонім «ожилого трупа», керованої магією чи залишковими інстинктами істоти. Зокрема в такому образі часто постає в кіно та відеоіграх.
У переносному значенні означає людину, яка перебуває під сильним впливом чогось — як правило, якихось захоплень, чи сліпо й фанатично вірить у що-небудь (див. Промивання мізків).

## Етимологія

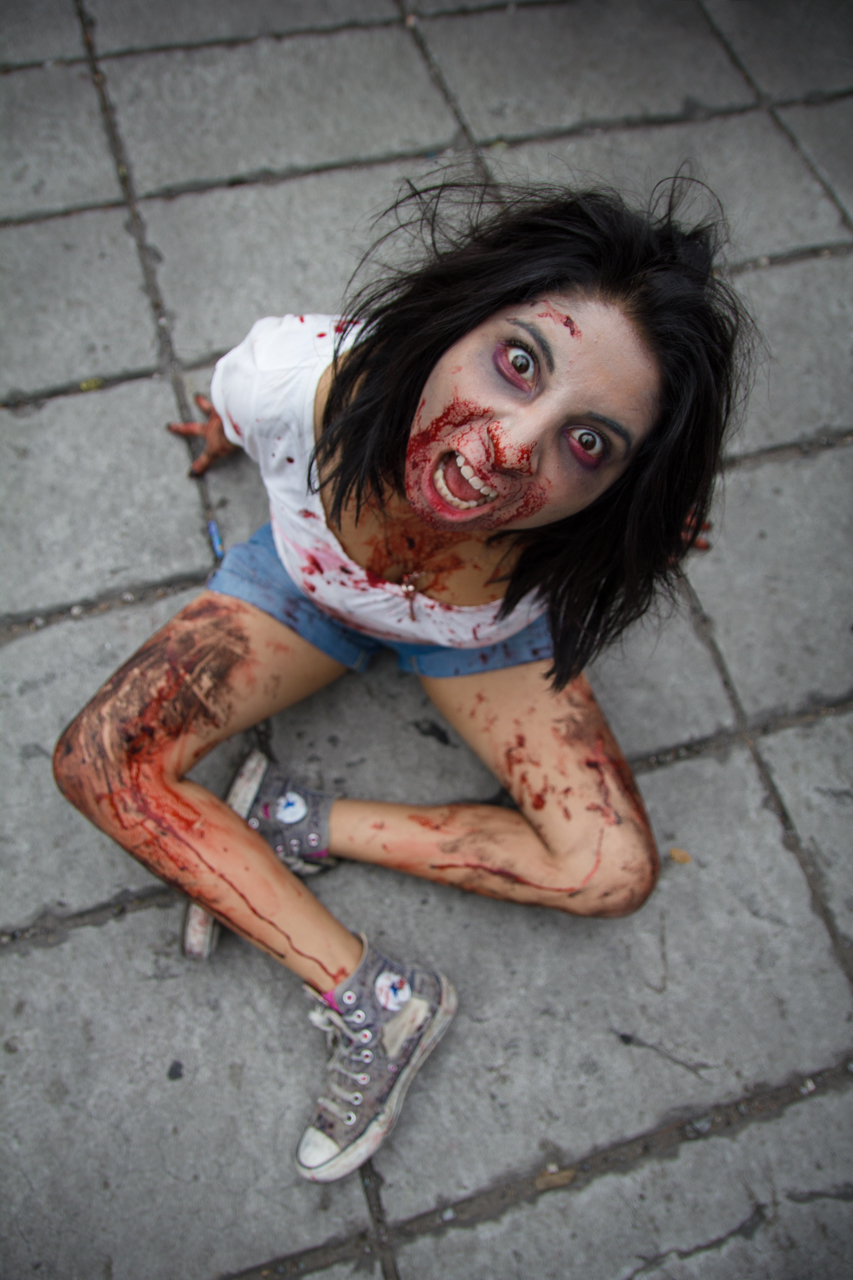

Походження слова зомбі залишається неясним. Воно пов'язане з вивезенням на Гаїті рабів із західноафриканської держави Дагомея (сучасні Бенін і Нігерія). Напевно, слово походить із мов банту. За однією з версій, від нзамбі (nzambi), що мовою кімбунду означає бог, божество. Так, у 1904 році зафіксовано ім'я божества вуду Великий Зомбі. За іншою — слово походить від зумбі (zumbi), що мовою конго (кіконго) означає фетиш. Є ще версія, що зомбі — це видозмінене західноафриканське діалектне жамбі, що означає привид. Слово зомбі використовувалося і як кличка тварин.

## Розвиток образу

### Витоки образу
У міфології та фольклорі численних народів здавна існували істоти, описувані як мерці, що виходять із могили, аби шкодити живим. Наприклад, у слов'янській міфології такими нерідко є заложні мерці. Відомі численні посталі з могили трупи — вурдалаки, упирі та подібні.
Ідея живих людей або трупів, підкорених зовнішній силі, присутня в деяких південноафриканських культурах, де їх називають зідачані мовою сото/цонга та мадуксвані мовою венда. У деяких районах Південної Африки також вірять, що відьми можуть вбити людину, щоб перетворити на свого раба. Після будівництва залізничних колій для перевезення трудових мігрантів з’явилися історії про «відьомські потяги». Вони описують як уночі людина сідає в такий потяг, який не відрізняється від звичайного. Але потім цю людину перетворюють на раба чи б'ють і викидають далеко від дому.
У гаїтянських легендах про зомбі розповідається, що це люди під владою сильних чаклунів. Якщо чаклуну — бокору — потрібен раб або він хоче помститися комусь зі своїх ворогів, він прокрадається до дому заснулої людини, прикладає губи до дверної щілини і висмоктує душу жертви, поміщаючи її у пляшку, а життєву силу лишає в тілі. Після поховання, опівночі бокор розриває могилу і вимовляє ім'я жертви. Та у відповідь підводиться, а чаклун дає їй «понюхати» пляшку з душею, не відкриваючи її повністю. Після цього людина слідує за бокором до його помешкання, де чаклун дає їй отруйного зілля. Жертва втрачає пам'ять і власне ім'я, перетворюючись на слухняного виконавця волі чаклуна — зомбі. Гаїтянський фольклор також включає безтілесних зомбі, які є частиною людської душі. Бокор може захопити чужу душу, щоб посилити власні духовні здібності. Душу-зомбі він також здатен запечатаний у спеціально прикрашену пляшку та продати; власник отримає удачу, зцілення або успіх у бізнесі. Вважається, що з часом Бог забере душу, тому безтілесні зомбі тимчасові.
Припускається, що підґрунтям для легенд про таких істот у численних народів були випадки летаргії. Впавши у стан заціпеніння, дуже схожого ззовні на смерть, людина сприймалася за мертву. Коли заціпеніння минало, жертва летаргії могла вибратися з могили, страждаючи на втрату пам'яті.
Професор Каліфорнійського університету в Ірвайні Емі Віленц назвала зомбі «дуже логічним породженням рабства Нового Світу». Найдавніші згадки про зомбі в Сполучених Штатах були тісно пов’язані з рабством і пов’язували це слово з африканськими традиціями. Наглядачі, які часто самі набиралися з рабів, використовували розповіді про зомбі, щоб віднадити невільників від самогубства. Стати зомбі уявлялося найгіршою долею: померши, лишитися рабом. Вперше слово зомбі з’явилося як zombi в оповіданні «Невідомий художник» з журналу "Chambers's Edinburgh Journal" у 1838 році. У 1872 році лінгвіст Максиміліан Шеле де Вере визначив зомбі як «фантома або привида, про якого нерідко можна почути в південних штатах у дитячих кімнатах і серед прислуги».
Перша згадка слова «зомбі» в його звичній формі zombie англомовній літературі припадає на 1929 рік. Тоді відомий репортер «Нью-Йорк Таймс» Вільям Сібрук видав книгу «Магічний острів» (The Magic Island), в якій описав своє життя в гаїтянських джунглях. За його словами, він дізнався від чаклунки Маман Сіли про практику перетворення людей на зомбі з метою подальшої експлуатації на плантаціях. Упродовж року книга викликала в США сплеск інтересу до зомбі. 1932 року продюсерська компанія режисера Віктора Гальперіна випустила під враженням від книги фільм «Білий зомбі», події якого відбувалися на Гаїті, де таємничий Лежандра за допомогою магічних сил перетворює людей на зомбі, щоб ті працювали на цукровому заводі.
Відтоді зомбі стали частиною американської масової культури, а їхній образ став розвиватися самостійно. Проте, подібні істоти описувалися й до того. Так, письменник жахів Говард Лавкрафт в оповіданні «Герберт Вест, реаніматор» (1922) зобразив науковця, котрий повертає до життя мерців за допомогою науки. А в повісті «Курган» (опублікована в 1940), описав підземний світ, де стародавні маги керують рухомими мерцями для підтримки свого існування і кривавих розваг. Лавкрафт визначив два напрямки в розвитку теми зомбі: в одних випадках вони агресивні, але володіють залишками розуму, в інших — безвільні раби, керовані телепатично або за допомогою окультних ритуалів. Одним із перших фільмів про зомбі став «Повстання зомбі» (Revolt of the Zombies, 1936). Зора Ніл Герстон описувала образ зомбі після поїздки на Гаїті в 1937 році: «Зомбі — це живі мерці: люди, які вмирають і воскресають, але без душі. Вони можуть виконувати накази, вони повинні ніколи не втомлюватися і виконувати те, що каже господар».
1982 року американський ботанік Вейд Девіс у книгах «Змія і веселка» (1985) і «Шлях темряви: етнобіологія гаїтянських зомбі» (1988) виклав свою гіпотезу щодо легенд про зомбі. Згідно з нею, чаклунами підсипається в їжу або вводиться через укол отрута, яка викликає кому. Життєві процеси жертви від неї стають малопомітними і людину, вважаючи мертвою, ховають. Кома триває близько доби, після чого бокор відкопує жертву та отямлює її сумішшю солодкої картоплі, тростинного цукру і так званого «огірка зомбі» — дурману, які спричиняють втрату пам'яті. Після цього зловмисник дійсно міг переконати свою жертву на виконання вигідної йому роботи.

### Вплив Другої світової та Холодної війн
Тема цих істот у зв'язку з Другою світовою війною швидко отримала реалізацію в кіно. У 1941 вийшов американський фільм «Король зомбі» (King of the Zombies), де американський льотчик потрапляє на острів, наповнений зомбі, за допомогою яких лиходій прагнув вивідати військові таємниці. У «Помсті зомбі» (Revenge of the Zombies, 1943) нацистський учений створював армію зомбі для Німеччини. Після завершення Другої світової війни зомбі почали символізувати в американському мистецтві згубну силу радіації та комуністичну загрозу. Так, у коміксі «Трупи: Берег до берега» (Corpses: Coast to Coast, 1954) в СРСР створюють армію зомбі з трупів за допомогою спеціальної камери, яка захоплює світ, але гине від атомних бомб. У фільмі «Істота з атомним мозком» (Creature With the Atom Brain, 1955) уцілілий нацистський учений дією радіації оживлює трупи, а в «Підлітки-зомбі» (Teenage Zombies, 1960) «учений зі сходу» створює зомбі особливим газом. Програш США у першості на запуск штучного супутника та людини в космос зумовив подальше уособлення в подобі зомбі страху перед СРСР. У фільмі «Зомбі зі стратосфери» (Zombies of the Stratosphere, 1952) інопланетяни викрадають в СРСР атомну бомбу, щоб використати її проти людства, в «Земля помирає з криком» (The Earth Dies Screaming, 1964) інопланетні загарбники підкорюють трупи своїй волі газом.
У 1940-1960-ті вийшли й такі фільми про ожилих мерців, як «Зомбі на Бродвеї» (Zombies on Broadway, 1945), «Прокляття лялькових людей» (The Curse of the Doll People, 1961), «Санто проти зомбі» (Santo vs. the Zombies, 1961), «Неймовірно дивні істоти, що перестали жити і стали напівзомбі?!!» (The Incredibly Strange Creatures Who Stopped Living and Became Mixed-Up Zombies !!?, 1964), «Чума зомбі» (The Plague of the Zombies, 1966).

### Оформлення сучасного образу

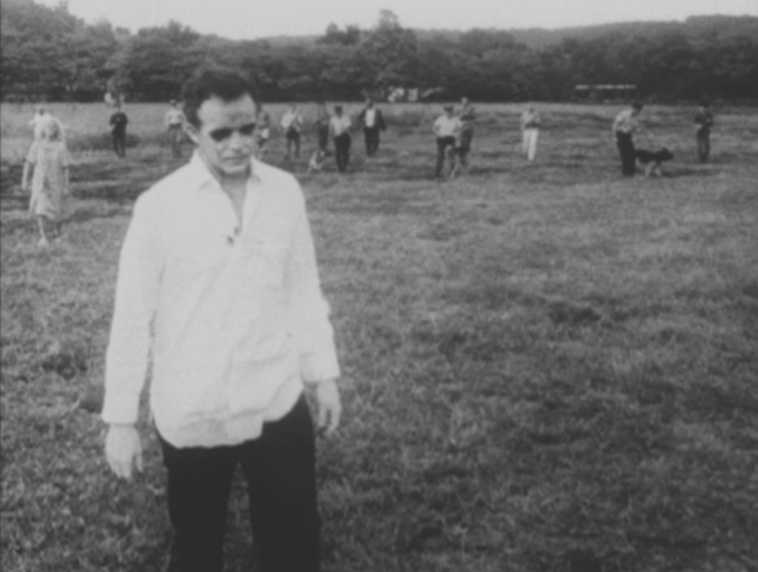
Зомбі в фільмі «Ніч живих мерців»

Сучасний образ зомбі сформувався завдяки фільмам Джорджа Ромеро: «Ніч живих мерців» (1968), «Світанок мерців» (1978) і «День мерців» (1985) та його послідовників. Там невелика група героїв протистоїть ордам зомбі, вчиняючи масову різанину, криваво розправляється з ожилими мерцями. Основа таких сюжетів вбачається в болісному переживанні американцями досвіду В'єтнамської війни, де мірилом успіху були не стратегічна ефективність військових дій, а кількість убитих ворогів. «Світанок мерців» додав до фільмів про зомбі соціальний коментар щодо розшарування суспільства, подаючи в образі перетворення на зомбі прийняття споживацького способу життя. Раптовий успіх фільмів Ромеро спонукав зняти ще кілька кінострічок, серед яких був фільм «Божевільні» (The Crazies, 1973) — варіація на тему зомбі, де в околицях американського містечка з літака вириваються зразки бойового вірусу. Через вірус місцеві жителі божеволіють і починають нападати один на одного. У своїх фільмах Джордж Ромеро показав основні сюжети про зомбі, як «зомбі-апокаліпсис», коли відома нам цивілізація гине через масове перетворення людей на зомбі, магічні та технологічні способи зомбування, зокрема зомбі-вірус. У пародійному «Поверненні живих мерців» (The Return of the Living Dead, 1985) Дена О'Беннона з'явилися зомбі, котрі прагнуть пожерти мізки, що згодом стало одним зі штампів історій про зомбі.
Відкриття загрози ВІЛ/СНІДу та пташиного грипу зумовило суспільні страхи щодо світової епідемії. З огляду на це, зомбі в художніх творах дедалі частіше поставали жертвами заразної хвороби. Значний вплив на формування теми зомбі в літературі справили книги «Книга мертвих» (Book of the Dead, 1989) і «Книга мертвих 2: Все ще мертвий» (Still Dead: Book of the Dead 2, 1992), в яких були зібрані твори про наслідки зомбі-апокаліпсису фантастів Джона Скіпа і Спектора Крейґа. 1993 року редактор-упорядник Стівен Джонс випустив антологію «Велика книга про зомбі» (The Mammoth Book of Zombies), яка розкривала тему зомбі різних авторів, від традиційних гаїтянських ритуалів до науково-фантастичних експериментів.
Наступним важливим джерелом формування образу зомбі стали відеоігри. 1996 року Capcom було випущено гру Resident Evil, яка популяризувала образ зомбі, породжених вірусом. Власне вони постають не як ожилі мерці, а як люди, постраждалі від хвороби, подібної на сказ. Ця гра закріпила сюжет, в якому надприродна причина воскресіння мертвих (оживлення мерців чаклунством, придушення розуму) замінена на науково-фантастичну (вірус, паразит, кіборгізація). В більшості відомих відеоігор зомбі мають цілком матеріальне походження, найчастіше пов'язане з певною інфекцією. Серія відеоігор The House of the Dead запровадила концепцію «швидких зомбі», на противагу класичним повільним зомбі.
У 2000-ті та 2010-ті зомбі частіше уособлюють страх інших людей, зіткнення інтересів. У таких творах, як серіал «Ходячі мерці» (The Walking Dead, 2010-) поширена тема конкуренції між здоровими людьми, котрі вижили в умовах зомбі-епідемії. У фільмах на кшталт «Всесвітня війна Z» (World War Z, 2013) орда зомбі, що діє як єдине ціле, символізує страх перед масовою міжнародною міграцією.

## Зомбі в сучасній культурі

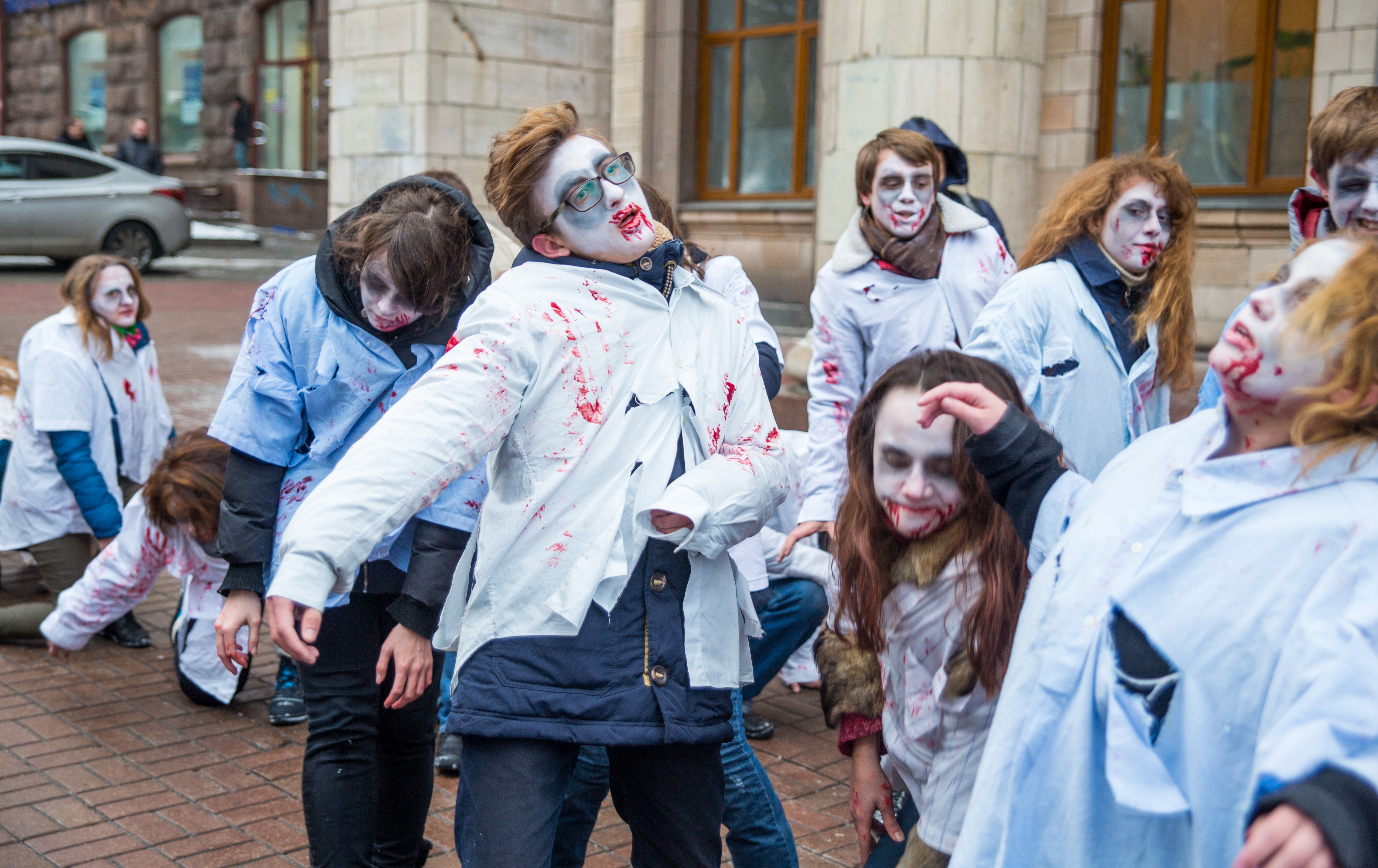
Акція-перформанс із використанням образу зомбі, кампанія «Бойкот російського кіно», Київ, 2014

Традиційно зомбі описуються істотами, що мають видимі ознаки розкладу, гниття: виразки на тілі, блідноту, облізлу шкіру, плями крові, з тіла можуть стирчати кістки. Нерідко вони зберігають здатність рухатися, навіть бувши тяжко пораненими. Проте зомбі в сучасній культурі більшою мірою уособлюють не страх хвороб або якої-небудь невидимої сили, як раніше, а страх перед людьми, яких неможливо зрозуміти, чия поведінка не пояснюється раціонально. Сучасні зомбі зазвичай німі або спілкуються між собою незрозумілим, неочевидним чином. Вони діють натовпом, цілеспрямовано, але грубо — зомбі не мають культури, не мають понять, вироблених суспільством, а покладаються на тваринні інстинкти. Водночас зомбі перетворюють навколишніх людей на собі подібних, вони в якомусь сенсі «заразні». Характерно, що зомбі не мають дому, вони чужі в цивілізованому світі, але прагнуть перебувати в ньому, щоб задовільнити свій голод. На відміну від таких людиноподібних чудовиськ, як орки, чия потворність може бути оманлива, зомбі потворні як зовні, так і морально. На контрасті із зомбі виражається поняття що таке «справжня людина», якими якостями, відсутніми в зомбі, вона володіє.
Зомбі також називаються люди апатичні, які виконують що-небудь без інтересу, діють не замислюючись, несвідомо, не розуміючи, що відбувається; ті, хто беззастережно підкорюються іншій людині. В Україні слова «зомбі», «зазомбований» набули широкого вжитку в ЗМІ та повсякденній мові й позначають людину — жертву ворожої пропаганди чи навіювання.
Комп'ютером-зомбі називається комп'ютер, який перебуває під чужим контролем з метою розсилки спаму або виконання нелегальної діяльності.
У документі «CONOP 8888», розробленому Стратегічним командуванням США у 2009—2010 роках, зомбі слугують умовною заміною живої сили ворога в умовах кризової ситуації. Зомбі було обрано, щоб уникнути образливих паралелей із будь-якою реальною державою чи групою осіб.
Масова хода людей в образі зомбі, так званий зомбі-моб — поширений масовий захід, що може мати як розважальну мету, так і слугувати формою мітингу, протесту. Перший зомбі-моб відбувся у 2000 році в рамках фестивалю ігор «Gen Con».
Британський інститут кінематографії 20 жовтня 2022 року опублікував список найвидатніших фільмів про зомбі, складений за результатами опитування кінокритиків і режисерів.
| Роки | Фільми                                     | Режисери         |
| ---- | ------------------------------------------ | ---------------- |
| 1932 | Білий зомбі                                | Віктор Гальперін |
| 1943 | I Walked with a Zombie                     | Жак Турнер       |
| 1968 | Ніч живих мерців                           | Джордж Ромеро    |
| 1980 | Nightmare City                             | Умберто Ленці    |
| 1985 | Повернення живих мерців                    | Ден О'Бенон      |
| 1992 | Жива мертвечина                            | Пітер Джексон    |
| 2006 | Fido                                       | Ендрю Каррі      |
| 2008 | Colin                                      | Марк Прайс       |
| 2008 | Pontypool                                  | Брюс Макдональд  |
| 2017 | Не зупиняйте камеру! (One Cut of the Dead) | Шинічиро Уеда    |